# جزيرة جبل ذهبان
جزيرة جبل ذهبان هي إحدى الجزر الواقعة في البحر الأحمر، وتتبع منطقة عسير جنوب غرب السعودية. تبلغ مساحة الجزيرة نحو 1 كم2 وتبعد عن الساحل بحوالي 0,30 ميل بحري.